# Cercomegistidae
Cercomegistidae – rodzina roztoczy z kohorty żukowców i nadrodziny Cercomegistoidea.
Takson ten został wprowadzony w 1937 roku przez Ivara Trägårdha.
Roztocze mają idiosomę z tarczką holodorsalną, wolną tarczką wentrianalną i szeroką, ściętą z tyłu boczną tarczką perytrematalną, u samców zlaną z tarczką sternogenitalną i sklerytami presternalnymi. W rejonie sternalnym występuje para łysych tarczek presternalnych. Szczeciny sternalne pierwszej i zwykle też trzeciej i czwartej pary położone są miękkiej części oskórka. Na wolnej tarczce pregenitalnej leży zwykle parzyste sternogynium. Po 1-2 parach szczecin zlokalizowanych jest na paskowatych tarczkach latigynialnych. Otwór płciowy położony jest między biodrami trzeciej a czwartej pary odnóży.
Należy tu 6 rodzajów:
- Celaenogamasus Berlese, 1901
- Cercoleipus D.N.Kinn, 1970
- Cercomegistus Berlese, 1914
- Holocercomegistus Evans, 1958
- Neooudemansia Trägĺrdh, 1938
- Vitzthumegistus Kethley, 1977